# Thüringer Schiefergebirge

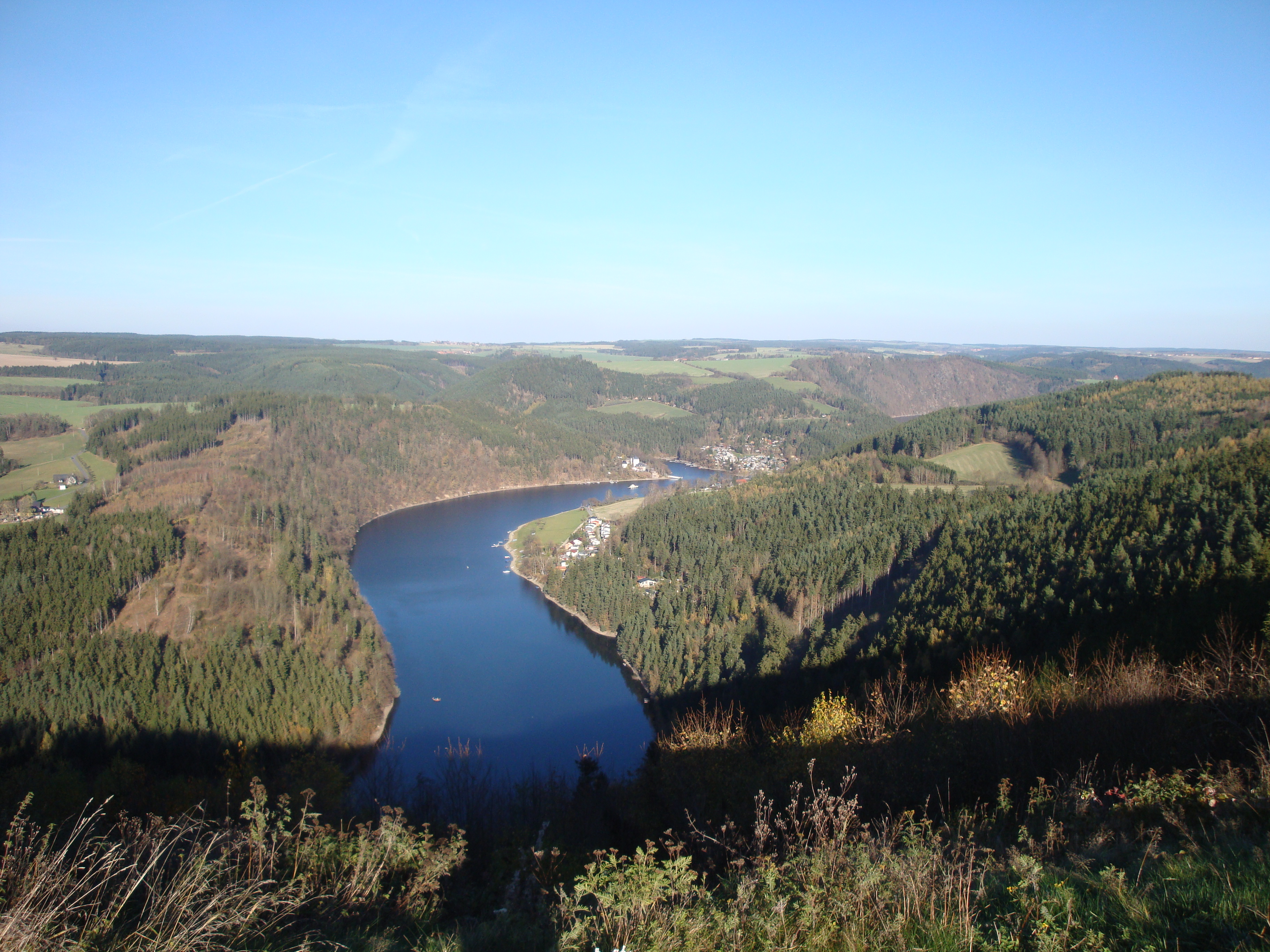
Vy mot Hohenwartetalsperre

Thüringer Schiefergebirge är en bergstrakt i det tyska förbundslandet Thüringen.
Kännetecknande är den höga andelen skiffer bland bergarter. Gränsen mellan trakten och Thüringer Wald är en linje mellan Masserberg och Großbreitenbach. Den högsta toppen är Farmdenkopf som ligger 868 meter över havet. Dammbyggnader vid floden Saale bildar över en sträcka av 80 km flera vattenmagasin (till exempel Hohenwartetalsperre, Bleilochtalsperre) som sammanfattas under namnet Thüringer Meer (havet i Thüringen). Vintern på topparna kännetecknas av ett snötäcke som kan vara kvar till våren och vädret under sommaren kan vara kalt och fuktigt. I dalgångarna förekommer varmare väder. Längs floden Saale förekommer flera borgar och slott som Schloss Burgk, Schloss Heidecksburg och Leuchtenburg. Förutom produkter av skiffer är glas- och porslinsframställning typisk. I Lehesten finns ett museum som visar hur skiffer förarbetas. Med Feengrotten finns en större grotta i bergstrakten. Skogarna på Thüringer Schiefergebirge domineras av träd från gransläktet.
Bergstrakten och angränsande områden bildar en naturpark som är 860 km² stort. I regionen förekommer flera vandrings- och cykelleder.